# 오토자이로

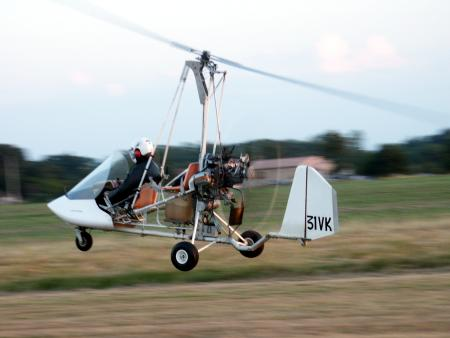

오토자이로(영어: Autogyro)는 헬리콥터와 달리 주회전날개가 자유회전하면서 비행에 필요한 양력을 얻어 비행하는 항공기의 일종이다. 다른 용어로 자이로콥터라고도 한다.

## 헬리콥터와의 차이점
헬리콥터는 주회전날개를 회전시켜 거의 대부분의 양력 및 추력을 얻는 항공기이다. 그러므로 헬리콥터는 회전날개를 엔진의 힘으로 회전시키는 데 반해 오토자이로는 헬리콥터와 형태적으로 유사하나 회전날개는 비행기가 전진할 때 받는 공기의 힘으로 자동적으로 회전하며 동력기관과 프로펠러는 비행기를 전진시키는 용도로만 사용된다. 이것이 헬리콥터와 오토자이로의 가장 큰 차이점이다.

## 특징
헬리콥터와의 차이점으로 인해 오토자이로는 비행을 위해 약간의 지상활주가 필요하며 헬리콥터와 같은 수직이착륙 및 수직상승, 공중정지비행(Hovering)등의 기동은 불가능하다. 오토자이로의 비행은 다음과 같은데 일반적으로 기체 후면에 장착된 기관을 시동하여 프로펠러를 회전시켜 추진력을 얻고 기체가 전진해감으로서 공기의 상대적인 속도차가 생기면 기체 윗면의 회전익이 회전하기 시작한다. 회전이 충분이 빨라져서 비행이 가능할정도의 양력이 발생하면 기체는 비행이 가능하게 된다.

## 용도
오토자이로는 이착륙시 활주거리가 짧으므로 군용 및 보도용과 같은 특수한 용도로 사용되었으나 그외의 용도로는 별로 일반화되지 못하였다. 현대에 들어와서는 헬리콥터 및 단거리이착륙기(STOL, Short TakeOff & Landing) 등이 발달하면서 찾아보기 힘들게 되었다.

## 참고 문헌
- J. G. Leishman, Principles of Helicopter Aerodynamics, second ed., Cambridge University Press, Cambridge, 2006.